# Steve Mills
Stephen John Mills, detto Steve (Portsmouth, 9 dicembre 1953 – Southampton, 1º agosto 1988), è stato un calciatore inglese, di ruolo difensore.

## Carriera

### Club

#### Gli inizi
Da adolescente, Mills iniziò a frequentare la Bay House School di Gosport, finendo per trasferirsi in vari istituti dell'Hampshire. All'età di 15 anni decise di sostenere un provino settimanale con il Southampton di Ted Bates, venendo preso nella Primavera della squadra nel febbraio 1969.

#### Carriera successiva
Mills venne promosso in prima squadra nel luglio del 1971 facendo il proprio debutto con i Saints il 3 ottobre 1972 in una gara di Coppa di Lega contro il Notts County. Alla fine della stagione 1972-1973 ebbe l'occasione di poter debuttare in campionato, mentre nella stagione successiva divenne titolare fisso.
Proprio mentre le sue prestazioni iniziavano ad avere un andamento notevole, nel febbraio del 1975 fu coinvolto in un grave incidente stradale: il giocatore stava ritornando a casa assieme ad un paio di amici dopo una serata passata al Portsmouth Greyhound Stadium, quando la loro auto si ribaltò dopo aver colpito il marciapiede. Mentre gli altri occupanti del veicolo riportarono lievi ferite, Mills riportò la frattura del bacino e varie lesioni alla schiena. I medici gli dissero che non sarebbe stato più in grado di camminare, invece venne dimesso dopo 12 settimane di ricovero.
Dopo un periodo di riabilitazione, Mills decise di sfidare i medici trasferendosi in prestito ai Miami Toros con l'obiettivo di recuperare la propria forma fisica. Il suo prestito fu interrotto in vista dell'ultima gara di campionato per rimpiazzare lo squalificato David Peach. Tuttavia, dopo una parentesi al Weymouth, fu costretto ad annunciare il ritiro dalle attività calcistiche per via della sua forma fisica irrimediabilmente compromessa.

## Vita successiva e morte
Dopo essersi definitivamente ritirato dalle attività agonistiche, è tornato a Gosport dove rilevò l'edicola dei suoi genitori. Successivamente, nel 1986, gli venne diagnosticata una complicata combinazione di leucemia mieloide acuta e linfoblastica. Mills combatté vigorosamente la malattia creando un fondo per la ricerca sulla leucemia.
Nonostante fosse stato ricoverato in ospedale a causa degli effetti collaterali delle sue cure mediche, Mills fu in grado di organizzare la più grande partita di beneficenza mai vista nel sud dell'Inghilterra convocando gli undici ex giocatori del Southampton più importanti di tutti i tempi, tra cui Mick Channon, Kevin Keegan e Martin Chivers. Morì il 1º agosto 1988 dopo aver combattuto per due anni contro la malattia.